# Lotodes acaule
Lotodes acaule là một loài thực vật có hoa trong họ Đậu. Loài này được (Steven ex M. Bieb.) Kuntze mô tả khoa học đầu tiên năm 1891.